# ドン・シンプソン
ドン・シンプソン（Don Simpson, 本名: ドナルド・クラレンス・シンプソン、Donald Clarence Simpson、1943年10月29日 - 1996年1月19日）は、アメリカ合衆国の映画プロデューサー、脚本家である。

## 人物
1980年代にパラマウント映画で盟友ジェリー・ブラッカイマーとともに『フラッシュダンス』『ビバリーヒルズ・コップ』『トップガン』などの映画を製作し世界的に大ヒットさせた。
彼らの製作した映画の収益は非常に大きかったため、1985年と1988年にはブラッカイマーとともに全米劇場経営者協会（National Association of Theater Owners）の「プロデューサー・オブ・ザ・イヤー」を受賞したほか、アカデミー賞やゴールデングローブ賞にも多数ノミネートされた。またサウンドトラックにはジョルジオ・モロダーやケニー・ロギンスなどのミュージシャン、1990年代にはヒップホップのミュージシャンなどその時々の流行音楽を起用してヒットさせ、グラミー賞にも何度もノミネートされた。

## 生涯
アメリカ合衆国ワシントン州シアトル市に生まれ、アラスカ準州（後のアラスカ州）アンカレッジで育った。ウェスト・アンカレッジ高校卒業後、オレゴン大学に学び、卒業後はハリウッドの映画会社の道に進んだ。抑圧された子供時代、彼は『地上最大のショウ』を見て映画業界で働こうと決めたという。
ワーナー・ブラザースを経てパラマウント映画に入った彼はマーケティング担当重役へと昇格した。同社の『アメリカン・ジゴロ』（1980年）で製作を務めたジェリー・ブラッカイマーとともに映画プロデュースを手掛け、『フラッシュダンス』（1983年）を大ヒットに導いたのを皮切りに、『ビバリーヒルズ・コップ』（1984年）・『トップガン』（1986年）・『ビバリーヒルズ・コップ2』（1987年）などのヒット映画を多数放ち、1980年代を代表する映画プロデューサーとなった。
一方で私生活は派手であり、ハリウッドや音楽業界などの有名人を招いたパーティーを開き、付き合う女性を頻繁に変え、整形手術を行い、ドラッグに大量の金を使った。そのスキャンダラスな生活ぶりは、後に様々な書籍や関係者の証言で広く伝わることとなった。
シンプソンはやがてパラマウントの重役を外され、1991年、シンプソンとブラッカイマーはパラマウントからウォルト・ディズニー・スタジオへ移った。1990年代前半には彼らは映画製作を行っていない。1994年から映画製作を再開し『バッドボーイズ』などそれなりにヒットを放ったが、シンプソンのドラッグ乱用に愛想を尽かしたブラッカイマーから絶縁された。その直後の1996年1月、シンプソンはロサンゼルスの自宅で死体で発見された。死因はドラッグ乱用から来る心臓麻痺であった。ブラッカイマーは最後の共同製作作品となった『ザ・ロック』（1996年）のラストに、「この映画をドン・シンプソンの思い出に捧ぐ」とクレジットしている。

## フィルモグラフィ
- 雨のロスアンゼルス Aloha, Bobby and Rose（1975）脚本
- 爆走!キャノンボール Cannonball（1976）脚本
- フラッシュダンス Flashdance（1983）製作
- ビバリーヒルズ・コップ Beverly Hills Cop（1984）製作
- トップガン Top Gun（1986）製作
- ビバリーヒルズ・コップ2 Beverly Hills Cop II（1987）製作
- デイズ・オブ・サンダー Days of Thunder（1990）製作
- サイレントナイト/こんな人質もうこりごり The Ref（1994）製作総指揮
- バッドボーイズ Bad Boys（1995）製作
- クリムゾン・タイド Crimson Tide（1995）製作
- デンジャラス・マインド/卒業の日まで Dangerous Minds（1995）製作
- ザ・ロック The Rock（1996）製作

## 文献
- High Concept: Don Simpson and the Hollywood Culture of Excess by Charles Fleming ISBN 0-385-48694-4